# 青山成次
青山 成次（あおやま なりつぐ）は、江戸時代前期の旗本。

## 略歴
文禄2年（1593年）、下総国飯田藩初代藩主・青山成重の長男として誕生した。
慶長18年（1613年）、父・成重は大久保長安事件に連座して改易されたが、後に嫡男である成次に新知1,000石が与えられ、子孫は旗本として存続した。成次の子・成政の代に1,200石となり、4代あとの成存は勘定奉行になっている。

## 系譜
- 父：青山成重（1549年 - 1615年）
- 母：常岡当自娘
- 正室：彦坂光正娘
- 生母不明の子女
  - 男子：青山成政
  - 男子：青山成親
  - 女子：小笠原元定室